# Бах, Отто
Отто Бах (нем. Otto Bach; 9 февраля 1833, Вена — 3 июля 1893, там же) — австрийский композитор и дирижёр.

## Биография
Сын юриста Михаэля Баха, брат политиков Александра и Эдуарда фон Бахов. Учился в Вене, Берлине и Лейпциге. 
В 1868—1879 гг. директор зальцбургского Моцартеума и музыкальный руководитель связанного с ним оркестра. 
С 1880 года капельмейстер венской Вотивкирхе. Автор опер «Аргонавты», «Медея», «Сарданапал» и др., симфонической и камерной музыки.